# Панасюк, Денис Харитонович
Денис Харитонович Панасюк (5 (17) мая 1900, Ганщина — 8 июня 1984, Киев) — украинский советский юрист и государственный деятель. Депутат Верховного Совета УССР 3-5-го созывов. Член ЦК КПУ в 1954—1966 годах.

## Биография
Родился 5 (17) мая 1900 года в селе Ганщина Подольской губернии (ныне в составе пгт Вороновица Винницкого района Винницкой области) в семье крестьянина-бедняка, украинец. Окончил начальную сельскую школу, ремесленное училище. В 1922—1928 годах работал секретарем, председателем сельсовета села Ганщина, председателем судебной земельной комиссии Вороновицкого района.
Член ВКП(б) с 1927 года. В 1928 году — народный судья Дашевского района. После окончания юридических курсов в 1930 году назначен членом Московского областного суда, затем — помощником, старшим помощником Винницкого межрайонного прокурора. В 1935 году прокурор Могилев-Подольского округа.
В 1938—1947 годах был на ответственных должностях в органах прокуратуры, в частности прокурором Харьковской области. В 1944 году окончил Харьковский юридический институт.
В течение 1947—1953 годов — министр юстиции УССР. С августа 1953 года по февраль 1963 года — прокурор Украинской ССР.
В течение 1964—1976 годов был главным редактором журнала «Советское право» (теперь «Право Украины»).
Умер в Киеве 8 июня 1984 года. Похоронен в Киеве на Байковом кладбище.

## Награды
28 августа 1944 года награждён орденом Красной Звезды (за достижения в деле восстановления народного хозяйства города Харькова и Харьковской области, разрушенного немецкими захватчиками). Награждён двумя орденами Трудового Красного Знамени, Почётной грамотой Президиума Верховного Совета Украинской ССР, многими медалями. Заслуженный юрист Украинской ССР с 1972 года.